# Tin Machine Live: Oy Vey, Baby
Tin Machine Live: Oy Vey, Baby is het eerste livealbum en tevens het laatste album van de Britse rockgroep Tin Machine, een project van zanger David Bowie, uitgebracht in 1992. Het was tevens het enige livealbum dat uitkwam toen de band nog bestond; pas in 2019 kwam het tweede livealbum Live at La Cigale, Paris, 25th June, 1989 uit. Het album werd opgenomen tijdens de It's My Life Tour van de band in 1991 en 1992. De titel van het album is bedacht door drummer Hunt Sales als woordspeling op het U2-album Achtung Baby.
Het album kreeg veel negatieve kritieken en kwam niet in de hitlijsten terecht. Plannen voor een tweede livealbum, getiteld Use Your Wallet (op zijn beurt een woordspeling op de Use Your Illusion-albums van Guns N' Roses), werden aan de kant gezet en Bowie pakte zijn solocarrière later dat jaar weer op.

## Tracklist
1. "If There Is Something" (Bryan Ferry) – 3:55
2. "Amazing" (David Bowie/Reeves Gabrels) – 4:06
3. "I Can't Read" (Bowie/Gabrels) – 6:25
4. "Stateside" (Bowie/Hunt Sales) – 8:11
5. "Under the God" (Bowie) – 4:05
6. "Goodbye Mr. Ed" (Bowie/H. Sales/Tony Sales) – 3:31
7. "Heaven's in Here" (Bowie) – 12:05
8. "You Belong in Rock n' Roll" (Bowie/Gabrels) – 6:59

## Musici
- David Bowie: zang, gitaar, saxofoon
- Reeves Gabrels: gitaar, achtergrondzang
- Hunt Sales: drums, percussie, zang
- Tony Sales: basgitaar, achtergrondzang
- Eric Schermerhorn: gitaar, achtergrondzang